# Aleurolobus greeni
Aleurolobus greeni là một loài côn trùng cánh nửa trong họ Aleyrodidae, phân họ Aleyrodinae.
Aleurolobus greeni được Corbett miêu tả khoa học đầu tiên năm 1926.